# 北大道路
北大道路（ほくだいどうろ）は、福岡県北九州市から大分県大分市に至る国道10号の整備計画である。1996年（平成8年）11月26日に全線（124.9km）が完成した。

## 概要
各事業区間ごとに従来の国道10号や県道を拡幅したり、新規にバイパス（有料または無料）を建設している。一部区間は高速自動車国道（東九州自動車道 速見IC - 大分米良IC間）を活用しており、国道10号としては建設されていない。
椎田道路・宇佐別府道路は東九州自動車道に並行する一般国道自動車専用道路に指定された。
なお、速見ICからは2002年に開通した日出バイパスを活用することで国道10号を連続走行することが可能であるほか、大分県道24号日出山香線を介して国道10号と接続している。日出町 - 大分市の国道10号は概ね多車線道路となっている。
北大道路開通後、同区間の所要時間は約2時間短縮された。2016年4月24日に、この区間に並行する東九州自動車道が全通していることから、長距離交通は東九州自動車道経由にシフトしている。

## 構成する道路
| 道路名                                | 道路名                                | 種別                   | 距離    | 備考                                   |
| ------------------------------------- | ------------------------------------- | ---------------------- | ------- | -------------------------------------- |
| 国道10号                              | 曽根バイパス                          | 一般道路               | 08.2 km |                                        |
| 国道10号                              | （苅田拡幅）                          | 一般道路               | 06.2 km | 現道拡幅                               |
| 国道10号                              | 行橋バイパス                          | 一般道路               | 05.4 km |                                        |
| 国道10号                              | 椎田道路                              | 自動車専用道路（有料） | 10.3 km | 東九州自動車道に並行する自動車専用道路 |
| 国道10号                              | （豊前万田拡幅）                      | 一般道路               | 06.2 km | 福岡県道・大分県道1号豊前万田線を拡幅  |
| 国道10号                              | 中津バイパス                          | 一般道路               | 09.9 km | 一部は現道拡幅                         |
| 国道10号                              | 宇佐道路                              | 自動車専用道路         | 04.9 km |                                        |
| 国道10号                              | 宇佐別府道路                          | 自動車専用道路（有料） | 22.4 km | 東九州自動車道に並行する自動車専用道路 |
| 東九州自動車道（速見IC - 大分米良IC） | 東九州自動車道（速見IC - 大分米良IC） | 高速自動車国道（有料） | 33.2 km | 旧：大分自動車道                       |
| 国道10号                              | 大分南バイパス                        | 一般道路               | 07.3 km |                                        |

## 通過する自治体
- 福岡県
  - 北九州市小倉南区 - 京都郡苅田町 - 行橋市 - 京都郡みやこ町 - 築上郡築上町 - 豊前市 - 築上郡上毛町
- 大分県
  - 中津市 - 宇佐市 - 杵築市 - 速見郡日出町 - 別府市 - 大分市